# Actinolaimus nudus
Actinolaimus nudus is een rondwormensoort. De wetenschappelijke naam van de soort is voor het eerst geldig gepubliceerd in 1929 door Wu & Hoeppli.